# Prirodno-matematički fakultet Univerziteta u Sarajevu
Prirodno-matematički fakultet u Sarajevu je najviša naučno-nastavna ustanova u oblasti temeljnih prirodnih i matematičkih nauka.
Od 1960. godine, odlukom Narodne Republike Bosne i Hercegovine (Službeni list broj 50/60) Prirodno-matematički fakultet je izdvojen iz okvira Filozofskog fakulteta i postao samostalna naučno-nastavna ustanova, koja objedinjava prirodne i matematičke nauke. Svaki nastavno-naučni odsjek predstavlja zaokruženu nastavnu i naučnu cjelinu, koja se sastoji iz nastavno-naučnih katedara i naučno-istraživačkih centara.

## Odsjeci
- Biologija
- Fizika
- Geografija
- Hemija
- Matematika

## Značajne ličnosti
- dr Smilja Mučibabić (1912—2006), Odsjek za biologiju, suosnivač PMF-a, osnivač Odsjeka
- dr Mladen Deželić (1900—1989), Odsjeku za hemiju, suosnivač PMF-a
- dr Branko Galeb, Odsjek za fiziku, suosnivač PMF-a
- dr Tibor Škerlak, Odsjek za hemiju, suosnivač PMF-a
- dr Šefkija Raljević, Odsjek za matematiku, suosnivač PMF-a
- dr Tonko Šoljan (1907—1980), Odsjek za biologiju, jedan od prvih profesora PMF-a
- dr Živko Slavnić (1910—1975), Odsjek za biologiju, jedan od prvih profesora PMF-a
- dr Franjo Krleža, Odsjek za hemiju, jedan od prvih profesira PMF-a
- dr Vladimir Milićević, Odsjek za hemiju
- dr Zdravko Pujić (1932—2006), Odsjeku za hemiju
- dr Avdo Sofradžija (1940—), Odsjek za biologiju
- dr Rifat Hadžiselimović (1944—), Odsjek za biologiju
- dr Dejan Milošević (1959—), Odsjek za fiziku
- dr Muharem Avdispahić, Odsjek za matematiku

### Značajni studenti
- dr Avdo Sofradžija (1940—), Odsjek za biologiju
- dr Rifat Hadžiselimović (1944—), Odsjek za biologiju
- dr Dejan Milošević (1959—), Odsjeku za fiziku
- dr Muharem Avdispahić, Odsjek za matematiku
- dr Zoran Galić, vanredni profesor na UCLA David Geffen School of Medicine, Department of Hematology and Oncology
- dr Alen Hadžović, Department of Chemistry, University of Toronto

## Također pogledajte
- Univerzitet u Sarajevu

## Spoljašnje veze
- Zvanični veb-sajt